# Occitania (regiune administrativă)
Occitania (în franceză Occitanie) este cea mai sudică regiune administrativă din Franța continentală, organizată la 1 ianuarie 2016 prin comasarea regiunilor Languedoc-Roussillon și Midi-Pirinei. Consiliul de Stat al Franței a aprobat numele regiunii la 28 septembrie 2016, în vigoare din 30 septembrie 2016.
     Languedoc
     Guyenne și Gasconia
     Comitatul Foix 
     Roussillon

Harta regiunii cu departamentele sale și cu provinciile istorice în hotarele lor la momentul Revoluției Franceze.
Languedoc
Guyenne și Gasconia
Comitatul Foix
Roussillon

Regiunea administrativă de astăzi își datorează numele Occitaniei, unei regiuni istorice și culturale mai mari, care îi corespundea treimii de sud a Franței. Regiunea Occitania în hotarele ei actuale se întinde pe un teritoriu similar celui guvernat de către conții de Toulouse din secolele al XII-lea și al XIII-lea. Blazonul conților de Toulouse, cunoscut ca și Crucea occitană, este folosit de către regiunea de astăzi și este și un simbol cultural popular.   
În momentul de față Occitania este a doua regiune ca mărime în Franța Metropolitană, întinzându-se pe o suprafață de 72.724 km2 și având o populație de 5.845.102 locuitori. Capitală și cel mai mare oraș este Toulouse. Regiunea se învecinează cu Provența-Alpi-Coasta-de-Azur la est, Auvergne-Ron-Alpi la nord-est, Noua Achitanie la nord-vest și vest, Andorra și Spania (Aragon și Catalonia) la sud.   
Produsul intern brut al regiunii se ridica în 2018 la 171,2 miliarde euro, reprezentând 7,3% din economia franceză. PIB pe angajat era 102% din media pe Uniunea Europeană.

## Galerie

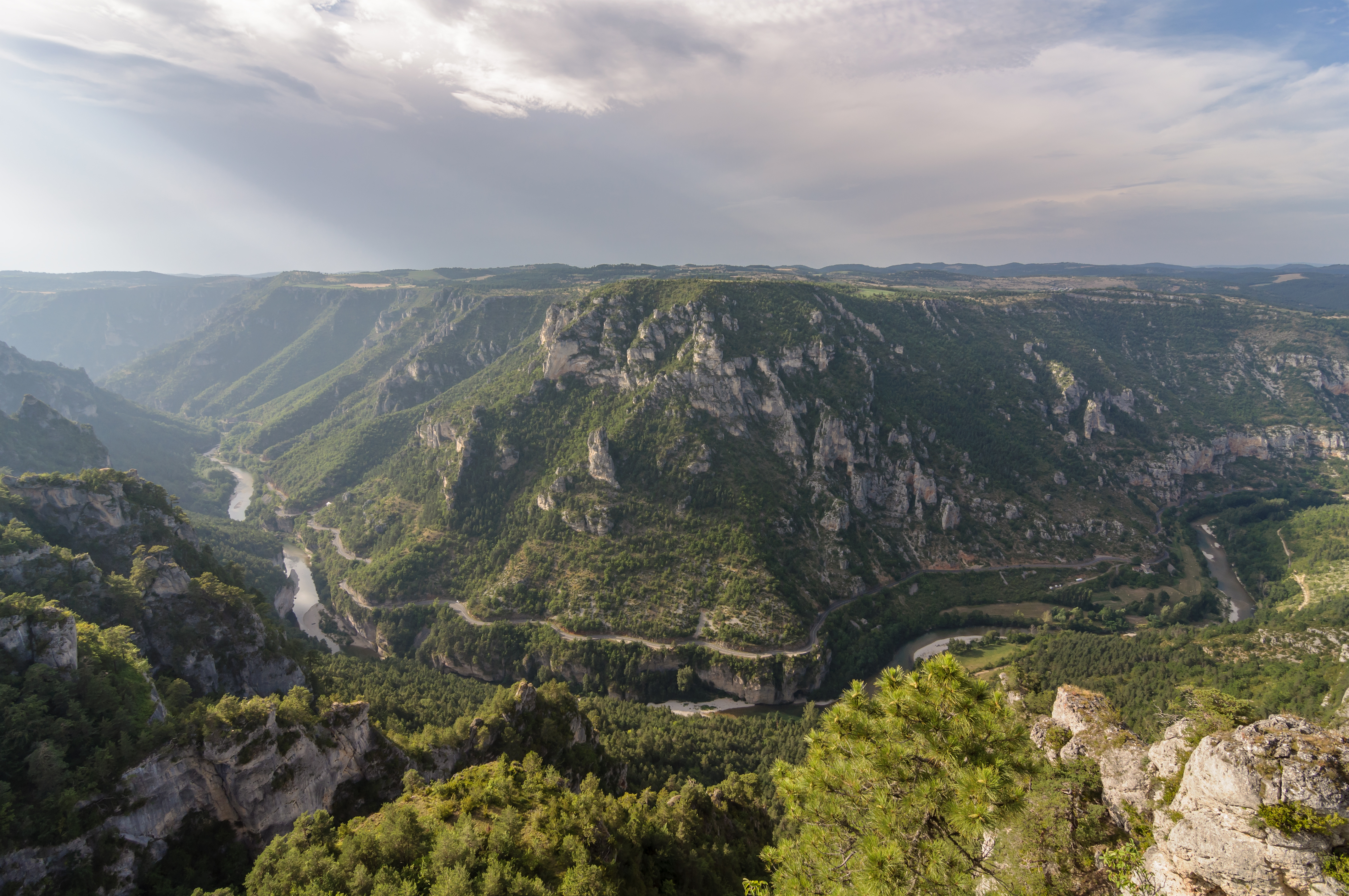
Defileurile râului Tarn.
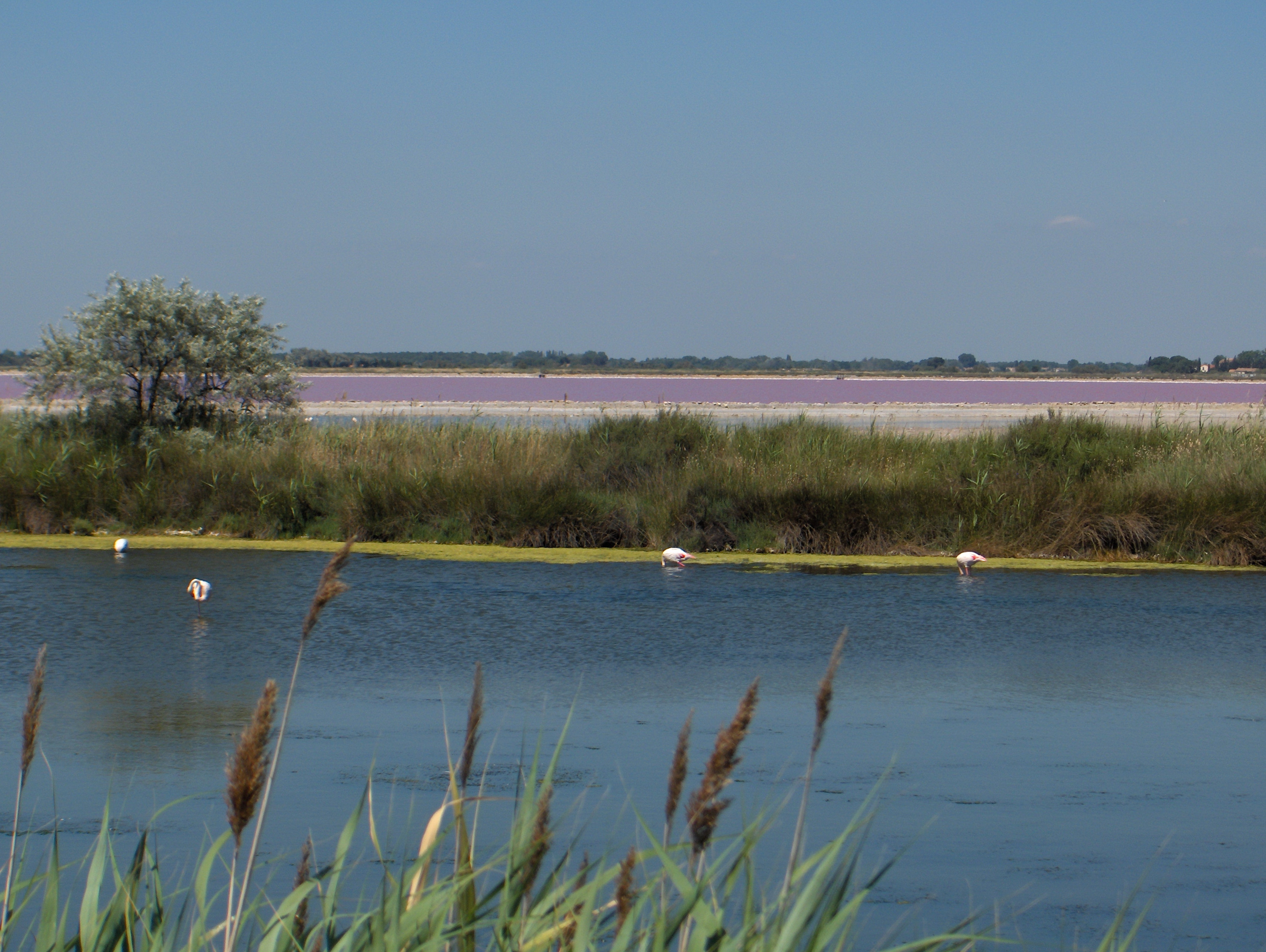
Étangs (limanuri) din Petite Camargue la Le Grau-du-Roi.
Pont du Gard.
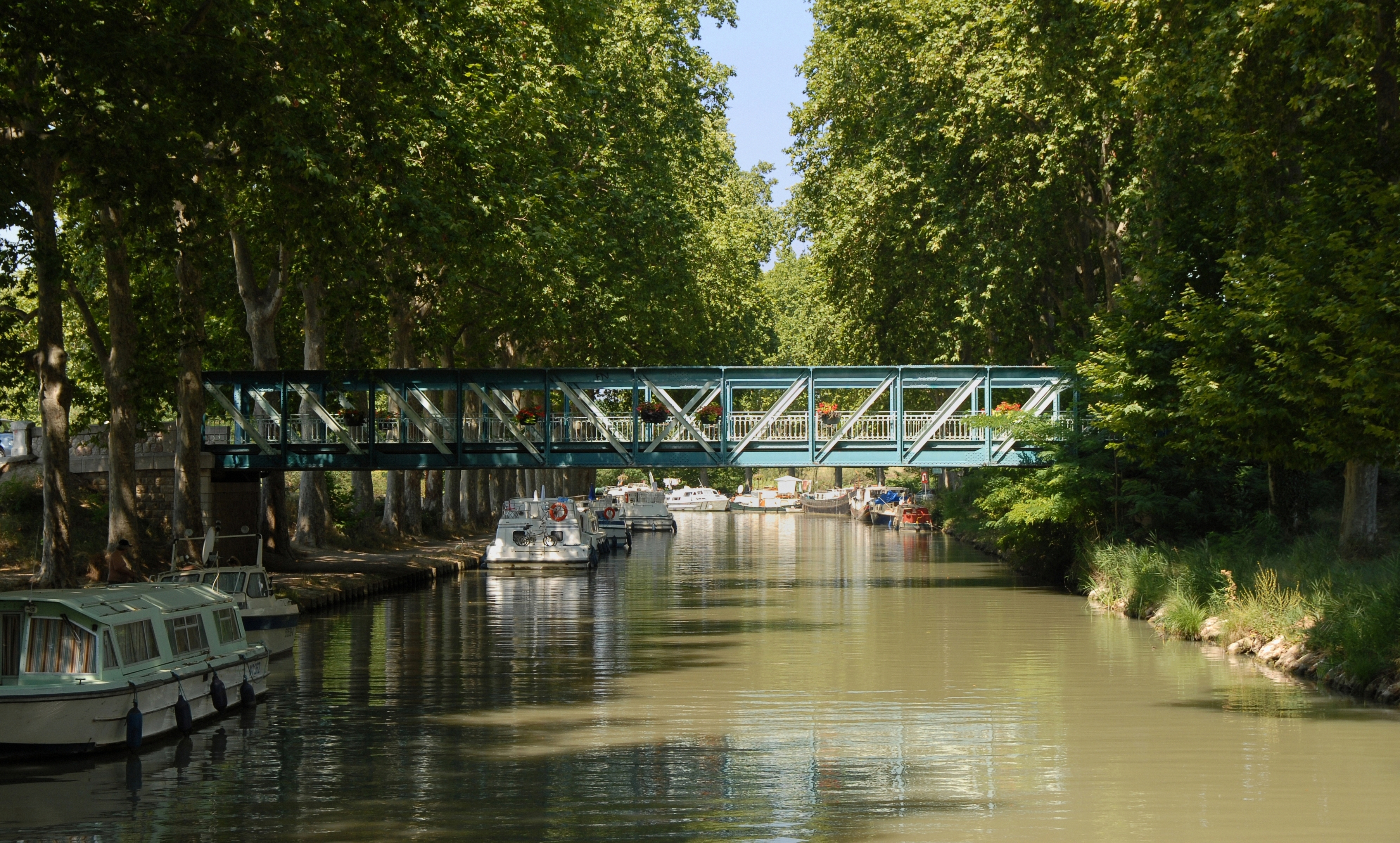
Canal du Midi.
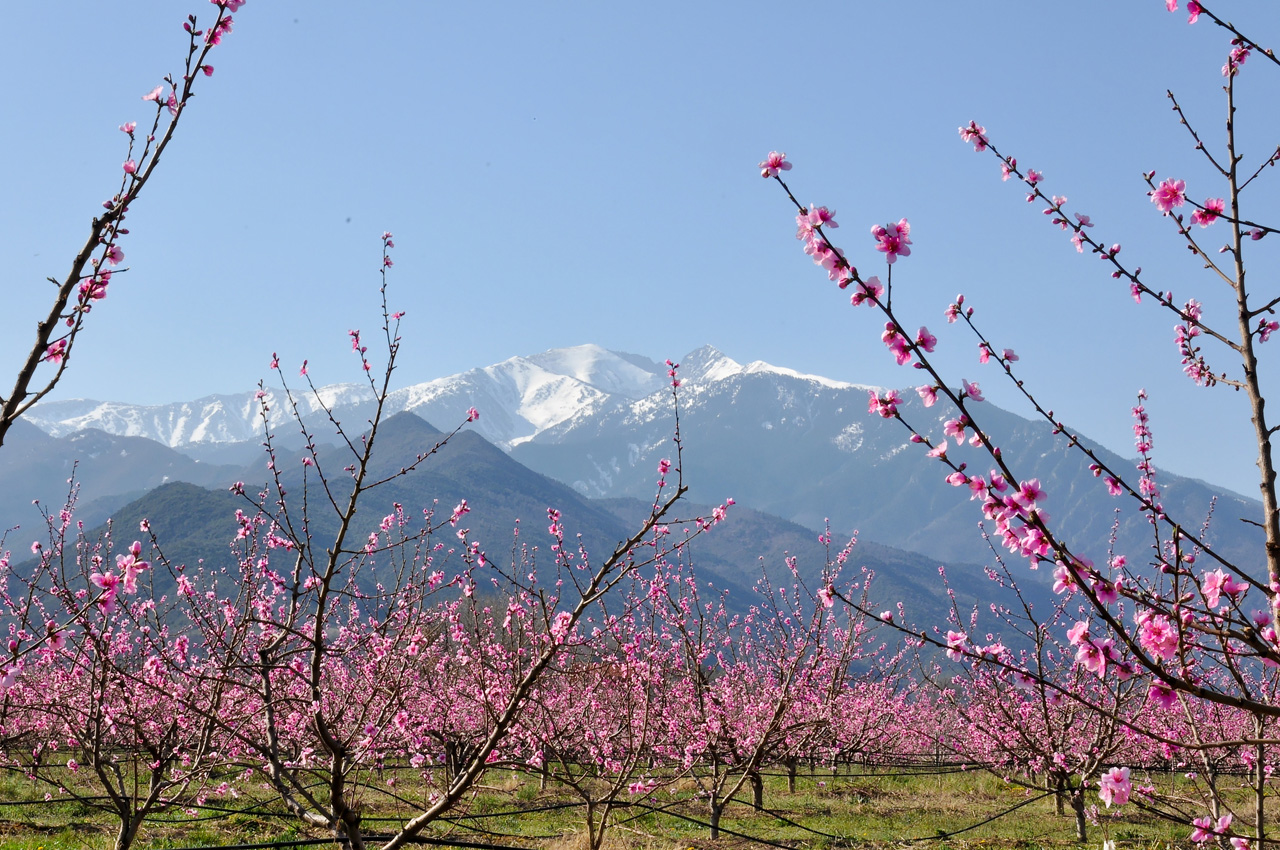
Masivul Canigou văzut de pe câmpia din Roussillon.
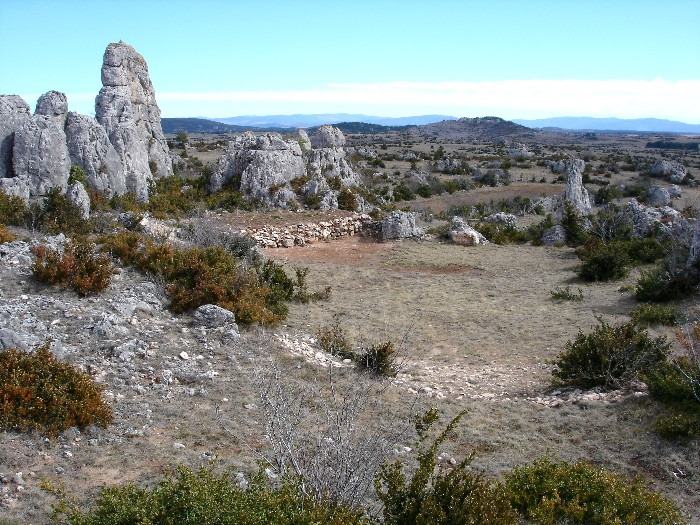
Platoul carstic Causse du Larzac din Masivul Central și formațiunile sale dolomitice.
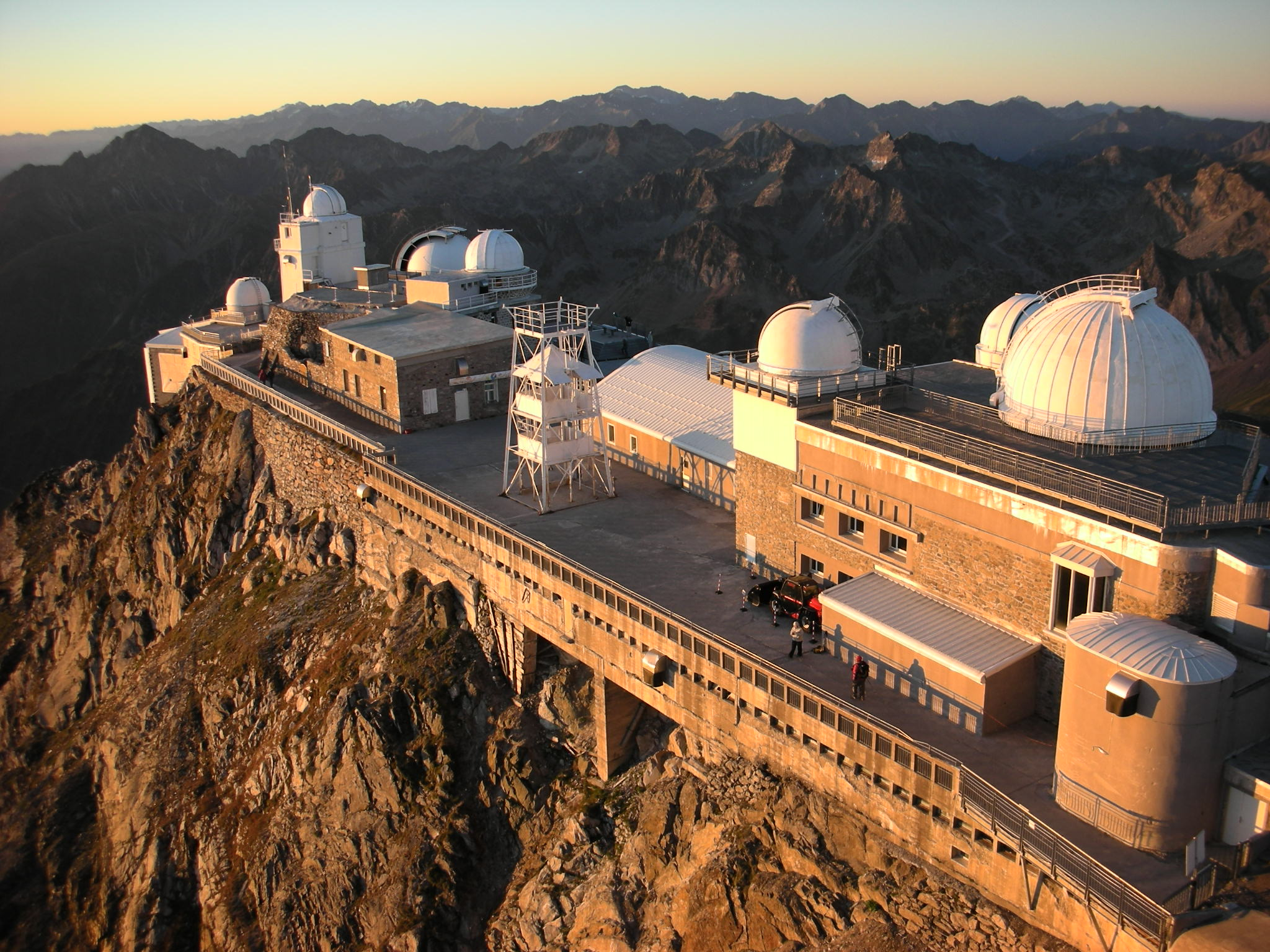
Observatorul de pe Pic du Midi
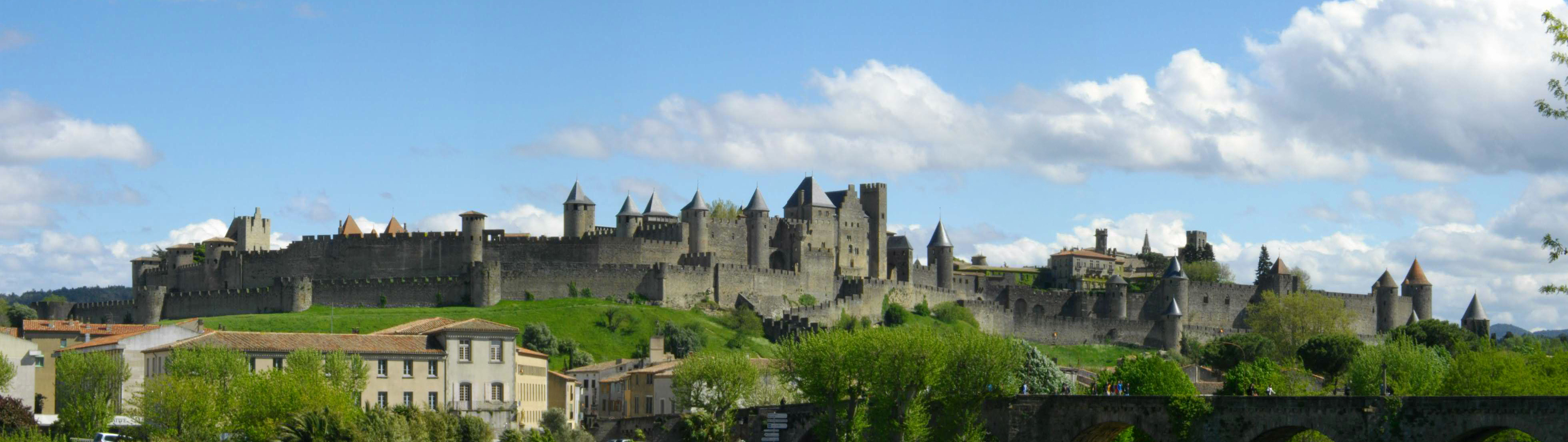
Carcassonne.
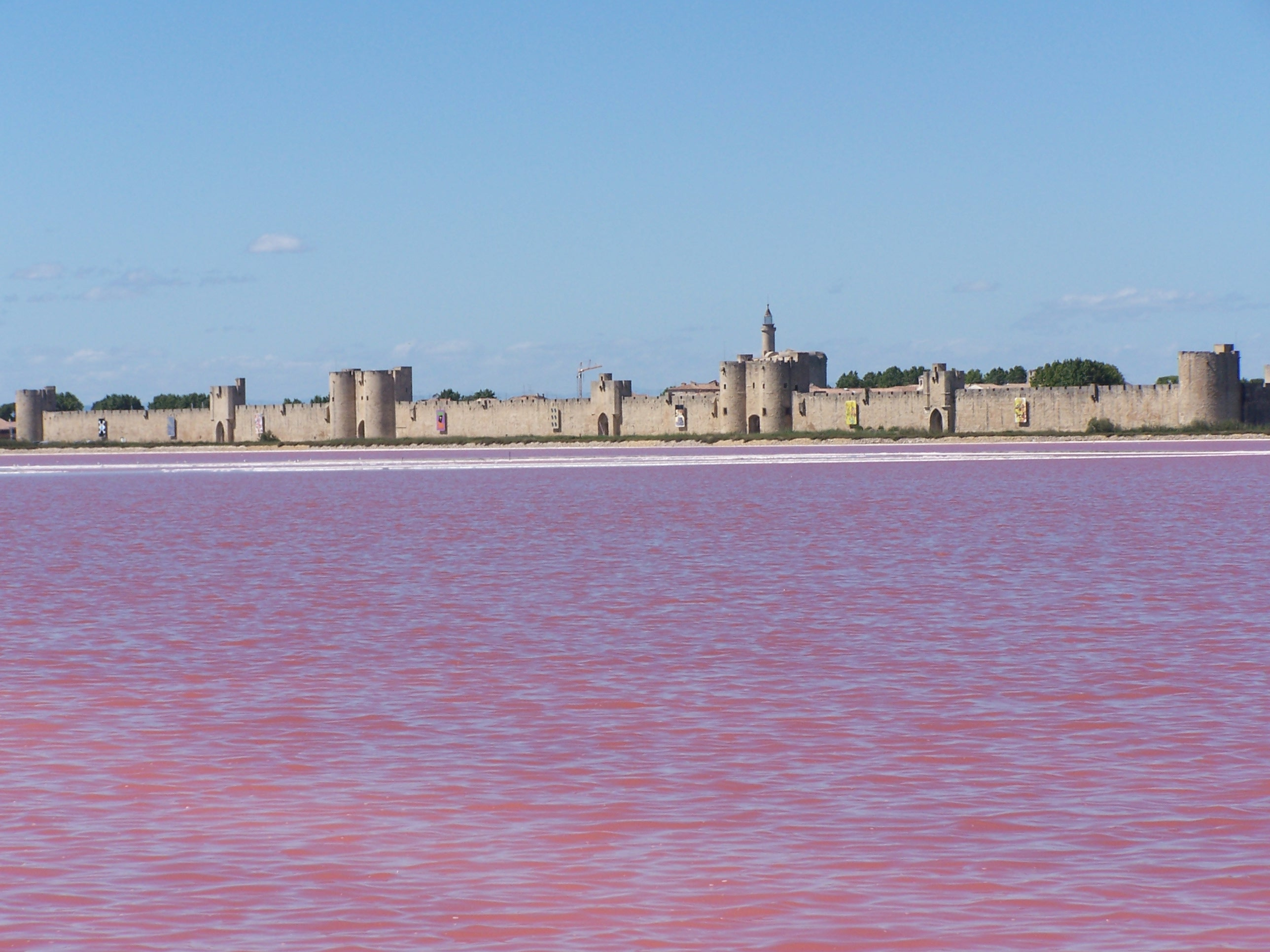
Aigues-Mortes.
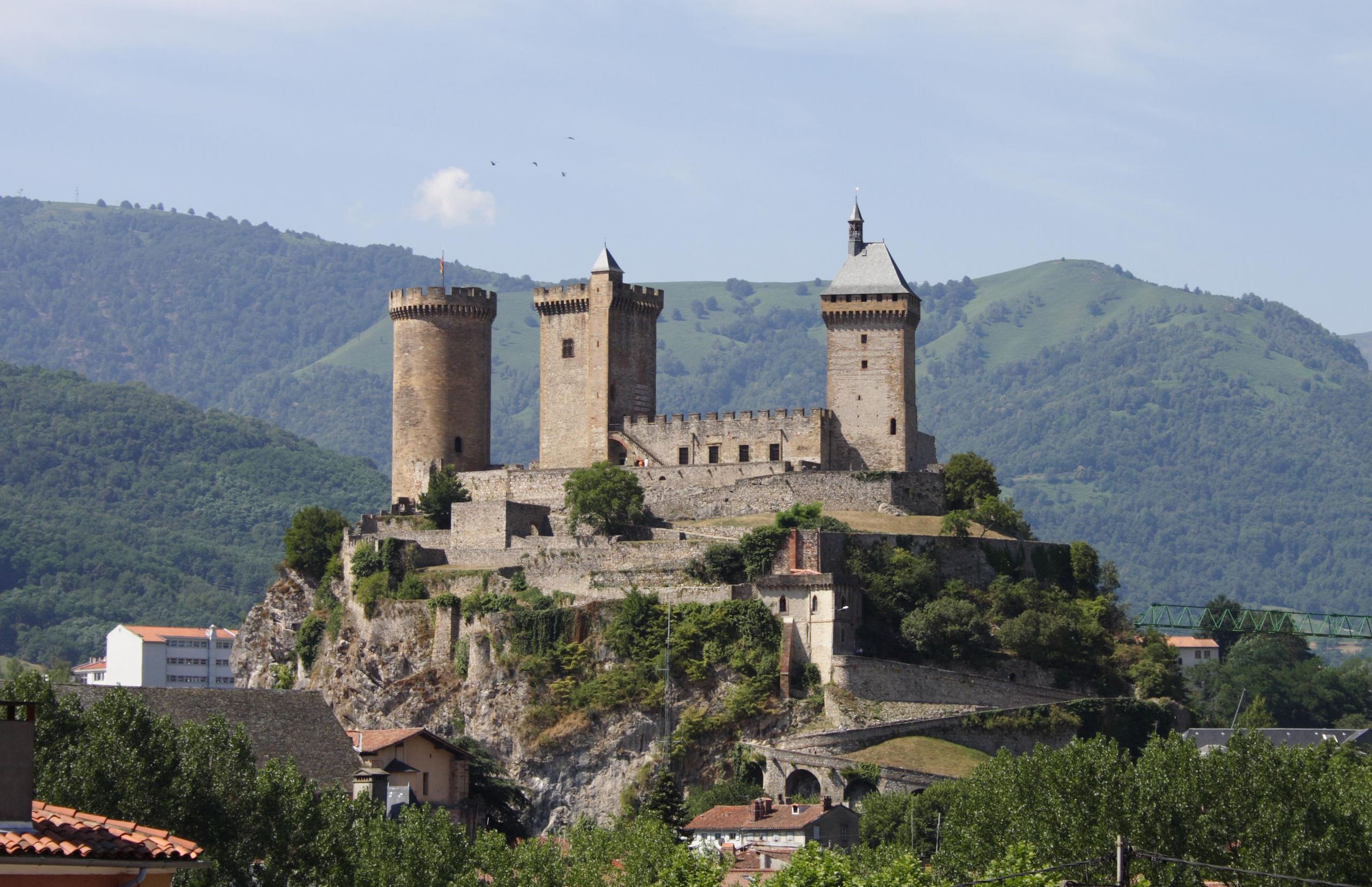
Castelul Foix.